# Johannes Rößler
Johannes Rößler (* 6. Juni 1915 in Chemnitz; † 30. Juni 1995 in Leipzig) war ein deutscher Ökonom.

## Leben
Der Sohn von Willy Rößler (Schlosser) und Gertrud geb. Dreher (Hausfrau) war von 1945 bis 1949 Neulehrer und Schulleiter der Grundschule Hormersdorf (Zwönitz). Nach der ersten Lehrerprüfung 1947 für Lehramt an den Grundschulen, der zweiten Lehrerprüfung 1949, der Sonderattestierung 1953 zur Qualifikation als Fachlehrer für Geschichte der Oberstufe und der Promotion 1957 zum Dr. rer. oec. an der Hochschule für Ökonomie Berlin, war er von 1969 bis 1980 ordentlicher Professor für Theorie und Praxis der internationalen Beziehungen (Wissenschaftspolitik). Von 1958 bis 1963 war er Rektor der Hochschule für Ökonomie Berlin. 1980 erfolgte die Emeritierung.

## Ehrungen (Auswahl)
- Verdienstmedaille der DDR (1959)
- Vaterländischer Verdienstorden in Bronze (1960)
- Joliot-Curie-Medaille des Weltfriedensrates (1970)
- Ehrennadel der Liga für Völkerfreundschaft in Silber (1975)
- Deutsche Friedensmedaille des Friedensrates der DDR in Silber (1975) und Gold (1985)
- Humboldt-Medaille in Silber (1978)
- Orden Stern der Völkerfreundschaft in Silber (1980)

## Schriften (Auswahl)
- mit Wolfgang Groth: Ein Sohn des Volkes. Zum 75. Geburtstag des Präsidenten der DDR Wilhelm Pieck. Berlin 1950, OCLC 72334482.
- Unser Präsident. Erzählungen aus seinem Leben. Zum 75. Geburtstag des Präsidenten Wilhelm Pieck. Berlin 1950, OCLC 837001653.
- Karl Liebknecht. Das Leben eines patriotischen Kämpfers für Frieden und Demokratie, gegen imperialistische Kriege und Militarismus. Berlin 1952, OCLC 832670560.
- Zur Lage der Berliner Arbeiter und ihrer sozialistischen Bewegung vom Gründerkrach bis zu den Reichstagswahlen im Jahre 1881. Ein Beitrag zur Entwicklung der Berliner Arbeiterbewegung und zu den Beschäftigungs- und Wohnverhältnissen der Berliner Arbeiter. 1958, OCLC 918183472.